# Орлов, Александр Михайлович
Алекса́ндр Миха́йлович Орло́в (при рождении — Лейба Лейзерович Фельдбин, в СССР — Лев Лазаревич Никольский, в США проживал по документам Игоря Константиновича Берга; 21 августа 1895 года, Бобруйск, Минская губерния — 25 марта 1973 года, Кливленд, штат Огайо) — советский разведчик, майор госбезопасности (1935). Нелегальный резидент во Франции, Австрии, Италии (1933—1937), резидент НКВД и советник республиканского правительства по безопасности в Испании (1937—1938).
С июля 1938 года — невозвращенец, жил в США, преподавал в университетах.

## Биография
Родился в ортодоксальной еврейской семье. С началом Первой мировой войны семья переселилась в Москву, Фельдбин был принят в Лазаревский институт восточных языков, где проучился два семестра, затем перешёл в Московский университет на юридический факультет. В 1916 году был призван в армию, службу проходил в тылу. После Февральской революции вступил в партию социал-демократов (объединённых интернационалистов).
С началом Гражданской войны вступил в РККА и был зачислен в Особый отдел 12-й армии. Участвовал в раскрытии контрреволюционных организаций в Киеве, командовал отрядом особого назначения. В мае 1920 года вступил в РКП(б).
В 1920—1921 годах — сотрудник Архангельской ЧК (начальник секретно-оперативной части, начальник агентурно-следственного отделения по охране северных границ, начальник следственно-разыскной части, особоуполномоченный по фильтрации белых офицеров на Севере) — со слов самого Орлова, не подтверждается его архивным делом. В Архангельске 1 апреля 1921 года Орлов вступил в брак с 18-летней Марией Владиславовной Рожнецкой, также членом РКП(б) (с 16 лет) и военнослужащей.
Летом 1921 года вместе с женой демобилизовался из Красной Армии, в 1921—1924 годах — студент Школы правоведения при Московском университете. Одновременно с 1920 года, уже как Лев Лазаревич Никольский, работает в правоохранительных органах. Несколько лет работал в Верховном трибунале при ВЦИК под началом Николая Крыленко. В мае 1924 года, завершив обучение, перешёл на работу в Экономическое управление (ЭКУ) ГПУ (начальник 6-го отделения; с 1925 года — начальник 7-го отделения и помощник начальника ЭКУ ОГПУ), руководителем ЭКУ являлся его двоюродный брат Зиновий Кацнельсон. В 1925 году командовал отрядом погранвойск ОГПУ в Закавказье (начальник погранохраны Сухумского гарнизона), куда прибыл с семьёй по вызову Зиновия Кацнельсона, незадолго до этого занявшего пост председателя Транскавказского ОГПУ, вместо погибшего в авиакатастрофе Соломона Могилевского.

### Карьера разведчика
В 1926 году Лев Никольский перешёл на работу в ИНО ОГПУ. В последующие годы выезжал в длительные и краткосрочные командировки во Францию, Германию, США, Италию, Австрию, Чехословакию, Швейцарию, Великобританию, Эстонию, Швецию, Данию. В частности, с 1934 года работал с Кимом Филби и «Кембриджской группой».
В 1932 году Орлов был командирован в Соединённые Штаты Америки (под прикрытием представителя «Льноэкспорта») для налаживания отношений со своими родственниками из Бобруйска и получения подлинного американского паспорта, который позволял свободно путешествовать по Европе. Позднее, по данным Бориса Володарского, функционеры ИНО НКВД Орлов, Эйтингон и Серебрянский изучали возможности создания разведывательных сетей в США, используя для этого своих еврейских родственников. «Лев Леонидович Николаев» отплыл из Бремена и прибыл в США 22 сентября 1932 года на борту лайнера «Европа». После того, как Орлов был идентифицирован американским управлением военно-морской разведки как шпион, ему удалось с помощью другого советского нелегала, Абрама Айнхорна, получить паспорт на имя Уильяма Голдина, и 30 ноября 1932 года он отбыл обратно в Бремен, в Веймарскую Германию.
В октябре 1935 года по возвращении в СССР был назначен заместителем начальника транспортного отдела ГУГБ НКВД. В декабре 1935 года ему было присвоено звание майора госбезопасности.

### Гражданская война в Испании
В сентябре 1936 года был направлен в Мадрид в качестве одного из двух официальных представителей НКВД по связи с министерством внутренних дел Испанской республики (вторым представителем был опытный разведчик, майор госбезопасности Наум Маркович Белкин). Именно в это время (сентябрь 1936 года) появился на свет псевдоним «Александр Михайлович Орлов», под которым он и вошёл в историю разведки. Позднее в 1937 году Орлов был назначен главой легальной резидентуры НКВД. Заместителем Орлова по резидентуре был Наум Эйтингон («Котов»). Организовал вывоз в СССР испанского золотого запаса, всего было вывезено в СССР 510 тонн золота. За руководство этой операцией был награждён орденом Ленина.
Принимал непосредственное участие в организации контрразведывательной службы республиканцев — Службы военной информации (Servicio de Información Militar, SIM) и создании школ для подготовки партизанских и диверсионных групп для действий в тылу противника.
Но главная задача Орлова в Испании состояла в борьбе с троцкистами и анархистами, которые активно выступали против советской модели общественного устройства. Он изготовил «доказательства», необходимые для ареста и исчезновения левокоммунистических лидеров Рабочей партии марксистского единства (ПОУМ). Орлов руководил операцией по аресту и внесудебным расстрелам членов антисталинской ПОУМ в Каталонии. В июне 1937 года организовал похищение из тюрьмы и убийство лидера ПОУМ Андреса Нина.

Согласно исследованиям историка спецслужб Бориса Володарского, Орлов был назначен резидентом НКВД в Испании приблизительно в феврале-марте 1937 года. Вскоре новый глава НКВД Николай Ежов начал массовые чистки, которые распространились на сотрудников НКВД, работавших за пределами СССР.
[В Испании] ❬…❭ все ликвидации планировались и исполнялись под руководством Орлова. После очевидных провалов в проведении каких-либо разведывательных операций Орлов, похоже, был занят охотой на ведьм. Иными словами, он стал в первую очередь заниматься преследованием тех, кого по разным причинам объявили врагами Сталин и Ежов.
В докладе руководству в Москве, датированном августом 1937 года, Орлов изложил свой план по захвату и ликвидации австрийского социалиста Курта Ландау. Также исчезли в Испании Эрвин Вольф, бывший секретарь Троцкого, и журналист Марк Рейн, сын видного меньшевика Рафаила Абрамовича.
Несмотря на то, что Орлов был резидентом НКВД и старшим офицером этой спецслужбы в Испании, он впоследствии не раз отказался под присягой от участия в этих и многих других преступных действиях, совершенных им лично и подчинёнными ему офицерами НКВД и их агентами. Тем не менее «вес советских архивов недвусмысленно подтверждает обвинение в том, что подавление Антисталинской партии, преследование Оруэлла и убийство Нина были заказаны Москвой и осуществлены её агентами под надзором Орлова».
Борис Володарский в книге «El caso Orlov» (2013) раскрывает имена нескольких соучастников Орлова в операциях по ликвидации: Иосифа Григулевича, Эриха Таке, Виктора Несинского, Станислава Ваупшасова. Уроженец Литвы Григулевич, по данным Володарского, лично застрелил Нина. Будущий дипломат Григулевич был профессиональным убийцей, которого Сталин в 1940 году отправил в Мексику с планом ликвидации Троцкого. Ваушпасов («товарищ Альфред») неоднократно назван в западных источниках создателем и организатором работы в Барселоне секретного крематория для бесследного уничтожения останков казнённых противников режима Сталина из рядов международных добровольцев.
В апреле 1938 года Орлов завербовал бойца интербригады из США Морриса Коэна, будущего связного Рудольфа Абеля и Конона Молодого.

### Бегство
Осенью 1936 года начались масштабные репрессии в политическом и военном руководстве СССР (Большой террор). Репрессии коснулись и руководства НКВД, в том числе высшего. Были сняты с постов и физически уничтожены многие из тех, кто считался основателями ВЧК: Глеб Бокий, Яков Петерс, Иосиф Уншлихт, Фёдор Эйхманс и другие.
Репрессии коснулись и дипломатов: в течение 1937 года один за другим были отозваны в Москву полномочные представители СССР в Мадриде — М. И. Розенберг и Л. Я. Гайкис. Вскоре оба были расстреляны: Гайкис — в августе 1937 года, Розенберг — в марте 1938-го.
В июле 1937 года до Орлова дошли слухи, что его родственник и покровитель Зиновий Кацнельсон был снят со всех постов (к тому времени он был зам. начальника ГУЛАГа и начальником Дмитлага) и арестован. Позднее, в июле 1937 года, Орлов встречался в Париже с Теодором Малли, который только что получил приказ на возвращение в СССР. Малли поделился с Орловым своими опасениями, поскольку слышал об аналогичных случаях с другими сотрудниками НКВД, которые были отозваны, а по возвращении в Союз исчезли.
17 февраля 1938 внезапно скончался непосредственный начальник Орлова, глава ИНО НКВД Абрам Слуцкий. В июле Орлов получил приказ прибыть 14 июля на советское судно «Свирь» в Антверпене для встречи со С. М. Шпигельгласом, назначенным после смерти Слуцкого временным и. о. руководителя ИНО НКВД. Тем не менее на встречу Орлов не явился. Вместо этого он похитил 90,8 тысячи долларов (примерно 1,5 млн долларов в ценах 2014 года) из оперативных средств НКВД (из личного сейфа в советском консульстве на Авенида дель Тибидабо в Барселоне) и вместе с женой (также сотрудницей резидентуры) и дочерью 13 июля 1938 года тайно отбыл во Францию, откуда пароходом Montclare из Шербура 21 июля прибыл в Монреаль (Канада), а затем перебрался в США.

#### Новые данные обстоятельств побега Орлова
Основываясь на данных рассекреченного личного дела Орлова, его биограф Борис Володарский пишет: «В действительности Никольского никогда не отзывали из командировки, как и не было причин его подозревать, а тем более начинать служебное расследование или казнить его. После получения его письма (адресат Н. И. Ежов) в августе 1938 года в его личном деле появилась запись, констатирующая, что „побег был расценён как результат страха и непонимания“». Факт отсутствия преследований Орлова со стороны руководства НКВД также подтвердил историк спецслужб Александр Колпакиди в передаче 11 декабря 2018 года, отметивший, что Орлова вызывали в Москву для вручения ордена Ленина.
«На этом заканчивается бесславная служебная карьера старшего майора госбезопасности Льва Лазаревича Никольского, главы резидентуры НКВД в Испании. Пятнадцать лет спустя он всплыл в Соединённых Штатах Америки в качестве „генерала НКВД Александра Орлова“ — под вымышленными званием, рангом и именем, представляющим организацию, которая давно перестала существовать».
В Канаду, а затем в США Орлов прибыл по советскому дипломатическому паспорту. Советские паспорта были у жены и дочери Орлова. Фотокопия дипломатического паспорта Орлова со всеми визами приведена в книге Володарского на страницах 497 и 498. По прибытии в Нью-Йорк Орловы зарегистрировались в отеле «Веллингтон» (на пересечении 7-й авеню и Западной 55-й улицы) как Лео, Мария и Вера Курник.
По собственным мемуарам из Канады Орлов отправил письма главе НКВД Н. И. Ежову и Иосифу Сталину, в которых предупредил, что выдаст советских агентов во многих странах, если его семью или родственников, оставшихся в СССР, будут преследовать. На самом деле подобных писем не существовало.
В дальнейшем Орлов 15 лет проживал нелегально в США под именем Игоря Константиновича Берга. В годы Второй мировой войны бостонское отделение ФБР проводило обстоятельное расследование по всей территории США в поисках четы Орловых, известных ФБР под единственными именами — Александр Л. Берг и Мария Берг, которые по разным причинам считались лицами германского происхождения и германских симпатий, как указано в меморандуме ФБР, цитируемом Володарским.
Вскоре после прибытия в Нью-Йорк 13 августа 1938 года Орлов отправил письмо Л. Д. Троцкому, в котором предупреждал его о возможном покушении. Позднее выяснилось, что Троцкий посчитал письмо Орлова мистификацией, спланированной НКВД. Орловы ненадолго остановились в Нью-Йорке, затем — в Филадельфии, после переехали в Калифорнию, оттуда — после смерти дочери в 1940 году — в Бостон и, наконец, в Кливленд.
На Западе А. Орлова называли генералом, поскольку на допросах Орлова сотрудниками ФБР и ЦРУ Орлов сам себя называл генералом. В своих публикациях в США 1950-х — начала 1960-х годов Орлов представил себя другом и личным посланником Сталина, присвоил себе звание генерала НКВД, которого не существовало вплоть до конца Второй мировой войны. С некоторой условностью его звание майор госбезопасности можно приравнять к армейскому званию комбрига Красной Армии. По нынешней табели о рангах его звание соответствует генерал-майору.
Бегство Орлова бросило подозрение на руководящие кадры советской разведки и нанесло им значительный ущерб: многие сотрудники, связанные с ним, были объявлены «врагами народа» и репрессированы. Руководитель специальной опергруппы Яков Серебрянский (осуществлявший руководство шестнадцатью нелегальными резидентурами в Германии, Франции, США и др. странах) был отозван из Парижа и 10 ноября 1938 года вместе с женой арестован в Москве прямо у трапа самолёта. 7 июля 1941 года Военная коллегия Верховного суда СССР приговорила Серебрянского к расстрелу с конфискацией имущества, но вскоре он был отпущен.
После побега Орлова его бывшие подчинённые были отозваны в Москву. Наум Белкин был уволен из органов, а Григорий Сыроежкин арестован и расстрелян.

## «Тайная история сталинских преступлений»
В 1952 году Орлов опубликовал в журнале «Лайф» серию статей, составивших впоследствии книгу «Тайная история сталинских преступлений». Эта книга была переведена на многие языки, в том числе на русский (1983).

## Жизнь в США
Орловы продолжали в Соединённых Штатах Америки скромную жизнь на нелегальном положении. В апреле 1955 года Конгрессом США был принят законопроект, предоставляющий Орлову и его жене Марии статус постоянного проживания и гражданство США. С этого времени Орлов стал хорошо оплачиваемым консультантом контрразведывательной службы ЦРУ (англ. CIA Central Intelligence Agency), читал лекции офицерам разведки, для которых планировались назначения в страны Варшавского блока под дипломатическим прикрытием.
В 1963 году Центральное разведывательное управление США помогло издать вторую книгу Орлова — «Пособие по контрразведке и ведению партизанской войны», а несколько ранее, в сентябре 1962 года, оказало ему поддержку в получении должности исследователя (англ. Senior Research Fellow) в Школе права Мичиганского университета.
На многочисленных допросах в ФБР и других западных спецслужбах Орлов сообщил много сведений о работе органов госбезопасности СССР в Европе и внутри страны, но фактически сумел ввести их в заблуждение относительно своей службы в НКВД и не выдал лично ему известную заграничную агентуру советской разведки, в том числе группу К. Филби.

Гэзур (отставной агент ФБР, куратор и друг Орлова) в беседах с Орловым спрашивал, почему в ответ на попытку убить его он не разоблачил советских агентов, в частности, Кима Филби и знаменитую Кембриджскую пятёрку, Орлов ответил, что не мог выдать людей, которые поверили ему и безвозмездно служили идее, в которую много лет верил он сам.— Илья Куксин. Шпионские истории.
Интересно, что в конце Второй мировой войны Павел Фитин, глава внешней разведки НКВД, направил директиву главе резидентуры НКВД в Сан-Франциско Григорию Хейфецу с поручением разыскать Орлова. Однако КГБ СССР удалось найти Орлова только в ноябре 1969 года. На встречу с ним в Анн-Арбор был отправлен полковник Михаил Феоктистов, который в это время под псевдонимом «Георг» работал в нью-йоркской резидентуре. Феоктистов сумел проникнуть в квартиру четы Орловых. В ходе разговора, несмотря на то, что был встречен достаточно сурово (жена Орлова даже вынула пистолет), он сумел убедить их, что советская власть относится к Орлову не как к шпиону и предателю, а только как к невозвращенцу. Также Феоктистов привёз письмо от бывшего сослуживца Орлова и предложил им вернуться в СССР, обещав, что никаких репрессий к ним применено не будет, а все награды и звания Орлову вернут. Однако Орлов отказался вернуться в СССР, заявив, что он никого не выдал на допросах. Следующая встреча Феоктистова с Орловыми состоялась уже на их новом месте жительства — в городе, где была похоронена их дочь.

## Наследие Орлова
После смерти Орлова для описи и опечатывания его квартиры из штаб-квартиры ЦРУ (Лэнгли) в Кливленд был направлен Пол Хартман. Шляпы Орлова, его и Марии авторучки и небольшая коробка с прахом Орлова были переданы Раймонду Рокка — заместителю руководителя контрразведывательной службы ЦРУ Энглтона, который на протяжении десяти лет допрашивал Орлова. В настоящее время указанные предметы хранятся в частном музее H. Keith Melton’s spy museum во Флориде, где Орлову посвящён отдельный стенд.
Последняя книга Орлова (The March of Time) была опубликована в 2004 году его куратором и другом Эдвардом Гэзуром.

## Оценка достоверности сочинений Орлова
Кандидат исторических наук Жанна Артамонова оценила воспоминания Орлова как фальсификацию, отметив следующее:

❬…❭ в научной, серьёзной научной литературе уже давно доказана полная фальсификация этих воспоминаний, что всё это была фантазия, личная фантазия Орлова, который рассчитывал на тот момент на сенсацию, рассчитывал заработать деньги на этой книге. ❬…❭ Но и до сих пор многие ссылаются. Как бы цитаты из Орлова переходят из одной книги в другую книгу иногда с ссылками на него, иногда без, иногда обрастают новыми какими-то дополнениями. 
Борис Володарский показал, что Орлов выдвинул ряд ложных утверждений в поддержку своей Истории и для поднятия собственного статуса в глазах допрашивавших его должностных лиц и широкой западной общественности. Например, его звание было не генерал (такого звания в НКВД не существовало до 1945 года), как он утверждал, а просто майор. Орлов преувеличил свою роль в перевозке испанского золотого запаса в СССР — он не вёл переговоры с испанским правительством относительно этого, а обеспечивал лишь охрану спецгруза. Он также ложно утверждал, что играл ведущую роль в вербовке кембриджской пятёрки шпионов, в то время как на самом деле Орлов/Никольский «не имел ничего общего с первыми тремя агентами Кембриджского университета, когда они были успешно завербованы. И он, конечно, ничего не знал о тех, кто присоединился к списку после того, как покинул Лондон и был уволен из департамента внешней разведки».

## Свидетельства очевидцев
- Кирилл Хенкин, тогда 20-летний парижский студент-белоэмигрант, доброволец-коммунист[37]:

Для меня, студента парижского университета, члена студенческой коммунистической ячейки, за два дня до этого пешком перешедшего Пиренеи, встреча [с Орловым] была шоком: представитель великого Советского Союза, которому я тогда поклонялся, выглядел самодовольным, холёным, вальяжным типом.

## Оценки современников
Владимир Солоухин:

И не тот ли это Орлов, который к 1938 году был уже генералом НКВД и, находясь в Испании, сбежал от Сталина и скрывался 25 лет, а потом написал книгу воспоминаний «Тайные преступления Сталина»? А сам он, значит, никаких преступлений не совершал и звание генерала НКВД заслужил, играя на мандолине?..— Солоухин Владимир. При свете дня. — М., 1992. — С. 173. — ISBN 5-88274-010-X.
Борис Володарский (биограф Орлова):

❬…❭ большая часть того, что сказал Орлов, даже под присягой, или во время его допроса сотрудниками разведки США, либо в частных беседах со своим другом Гэзуром, к настоящему времени была установлена как откровенный вымысел (англ. outright invention).— Boris,, Volodarsky,. Stalin's agent : the life and death of Alexander Orlov (англ.). — P. 240. — ISBN 9780199656585.[p. 89]

## Семья
- Жена — Рожнецкая Мария Владиславовна (1903—1971)
  - Дочь — Вероника (также Вера, сентябрь 1923—1940)[38].

## Награды
- Орден Ленина
- Орден Красного Знамени

## Сочинения
- Alexander Orlov: The Secret History of Stalin’s Crimes. Random House, 1953. (deutsche Ausgabe: Kreml-Geheimnisse. Marienburg-Verlag, Würzburg 1956)
- Орлов А. Тайная история сталинских преступлений. — М.: Всемирное слово, 1991. — 352 с. — ISBN 5-86442-001-8. ISBN 978-5-86442-001-0
- Alexander Orlov: The Handbook of Intelligence and Guerrilla Warfare. Ann Arbor, University of Michigan Press, 1963.
- Alexander Orlov: The March of Time. St Ermin’s Press, 2004, ISBN 1-903608-05-8.

## В литературе и мемуарах
- Упоминается в романе Э. Хемингуэя «По ком звонит колокол» под фамилией Варлов[39].
- Встречу с Орловым в Испании описывает Кирилл Хенкин в своей книге «Охотник вверх ногами».
- Деятельность Орлова-Фельдбина во времена Октябрьской Революции описана на основании архивных данных и свидетельств в книге Николая Ставрова «„Великие“ идеи XX века»
- Деятельность Орлова в Испании является одной из сюжетных линий в романе Максима Кантора «Учебник рисования».
- Брук-Шеферд Гордон. Судьба советских перебежчиков. — Нью-Йорк — Иерусалим — Париж: Издательство «Время и мы». — 1983.
- В сериале "Начальник разведки" 2022 г. роль Орлова сыграл Дмитрий Куличков